# Cnesmocarpon dentata
Cnesmocarpon dentata är en kinesträdsväxtart som beskrevs av F. Adema. Cnesmocarpon dentata ingår i släktet Cnesmocarpon och familjen kinesträdsväxter. Inga underarter finns listade i Catalogue of Life.